# Gävlegatan

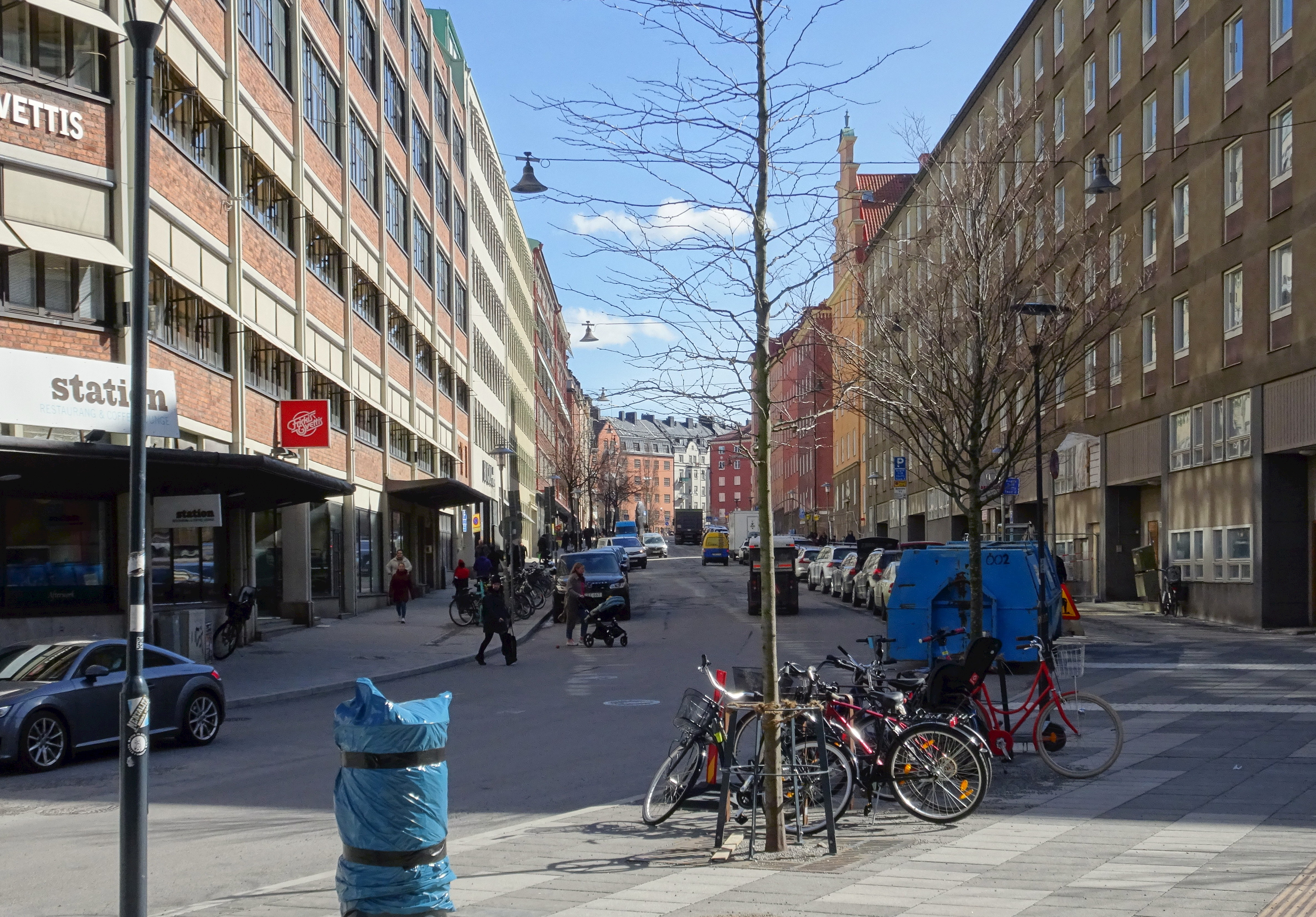
Gävlegatan söderut från Torsplan, 2022.

Gävlegatan är en gata i stadsdelen Vasastaden i norra Stockholm. Gävlegatan fick sitt namn 1913. I samband med bygget av den nya stadsdelen Hagastaden förlängdes gatan i början av 2000-talet norrut till Hagaesplanaden på Stockholmssidan och vidare genom Karolinska sjukhusområde på Solnasidan.

## Historik

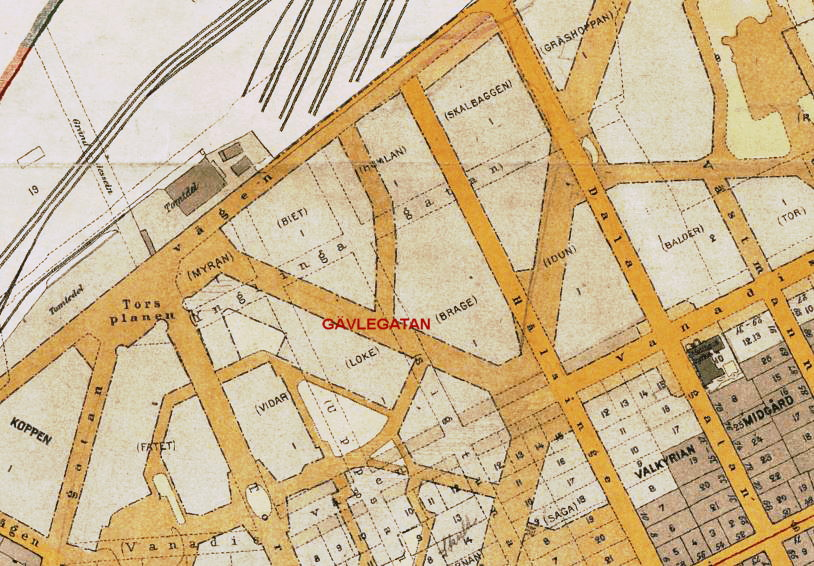
Blivande Gävlegatan med omgivning och tidigare planerat vägnät, 1909.

År 1866 upprättades en generalplan för nordvästra Norrmalm som var en del av Albert Lindhagens Lindhagenplanen. Planen visade raka gator och rektangulära kvarter. De gator som gick i nord-sydlig riktning hade namn som Helsingegatan, Sigtunagatan och Uppsalagatan. Någon Gävlegatan fanns ännu inte. I början av 1900-talet ritade stadsplanearkitekten Per Olof Hallman en ny stadsplan för området. Han var motståndare till spikraka, långa gator och fyrkantiga kvarter. Nu skulle det vara mjuka linjer, småskalighet och anpassning till terrängen. 
Ett resultat av dessa ansträngningar var bland annat området Röda bergen och en komplett förändrad kvartersindelning i nordvästra Vasastaden.  Gatunamnet Gävlegatan fastställdes 1913 tillhörande kategorin ”de norra landskapen” och anlades diagonalt mellan stjärnplatsen Vanadisplan och Torsplan. 
Ett flertal hus vid Gävlegatan är blåmärkta av Stadsmuseet i Stockholm vilket innebär att de utgör "synnerligen höga kulturhistoriska värden".

### Intressanta byggnader och områden
- Gävlegatan 3-27: Röda bergen (blåmärkt)
- Gävlegatan 10-14: Industricentralen, byggår 1937, arkitekt Ragnar Östberg (blåmärkt)
- Gävlegatan 16-18: Svenska Philips-huset, byggår 1931, arkitekt Sigurd Lewerentz, byggår 1950, arkitekt Lennart Tham
- Gävlegatan 20-22: Bröderna Hedlunds industribyggnad, byggår 1930 och 1940, arkitekt Eskil Sundahl och Carl Grandinson (blåmärkt)
- Gävlegatan 26-32: Haga Nova, byggår 2018, BAU Arkitekter.
- Gävlegatan 29: Norra tornen (östra tornet) "Innovationen", byggår 2019, Office for Metropolitan Architecture (OMA).
- Gävlegatan 31-37: Kvarteret Fraktalen, byggår 2014, BAU Arkitekter.

### Bilder, byggnader i urval

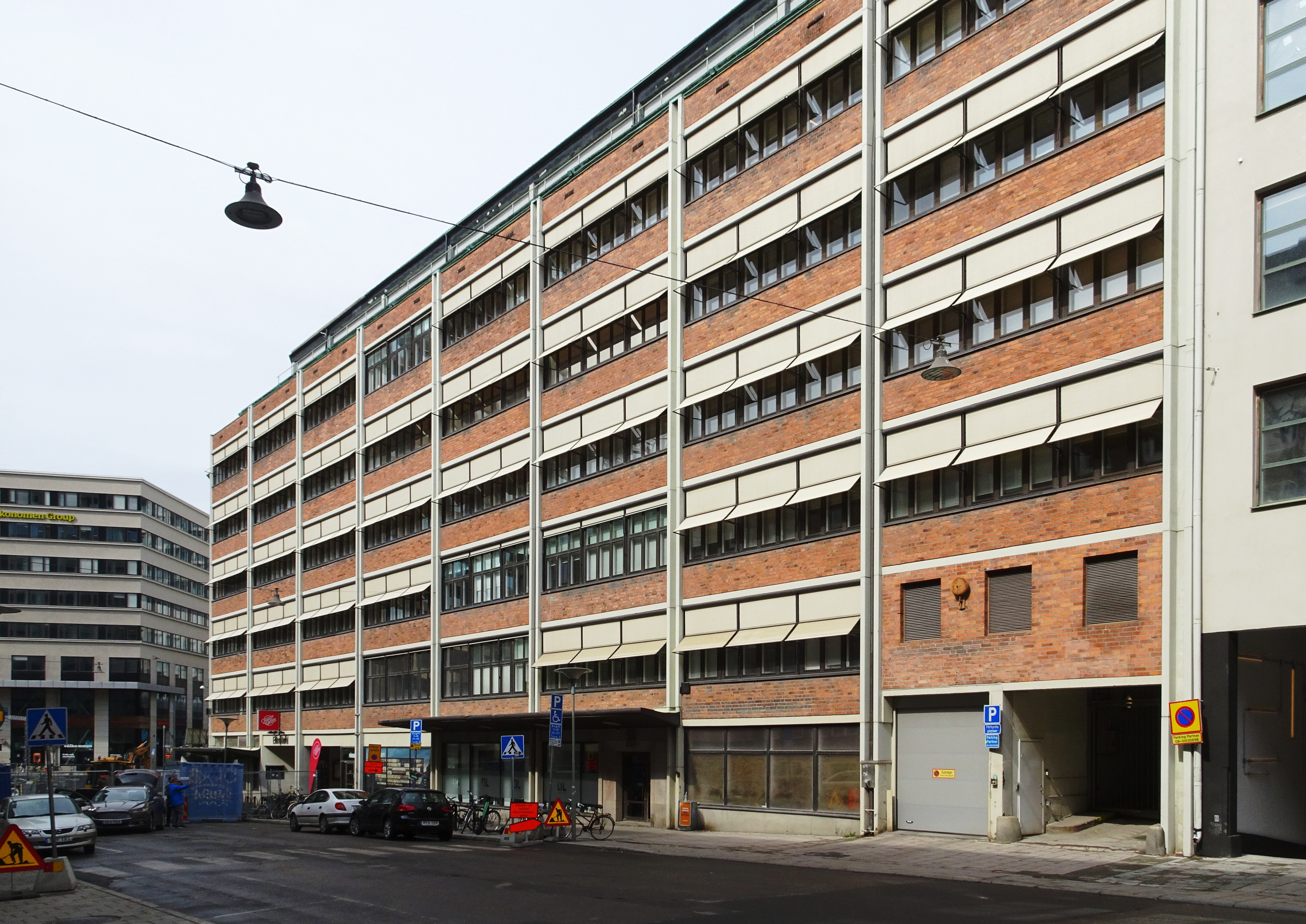
Bröderna Hedlunds industribyggnad.
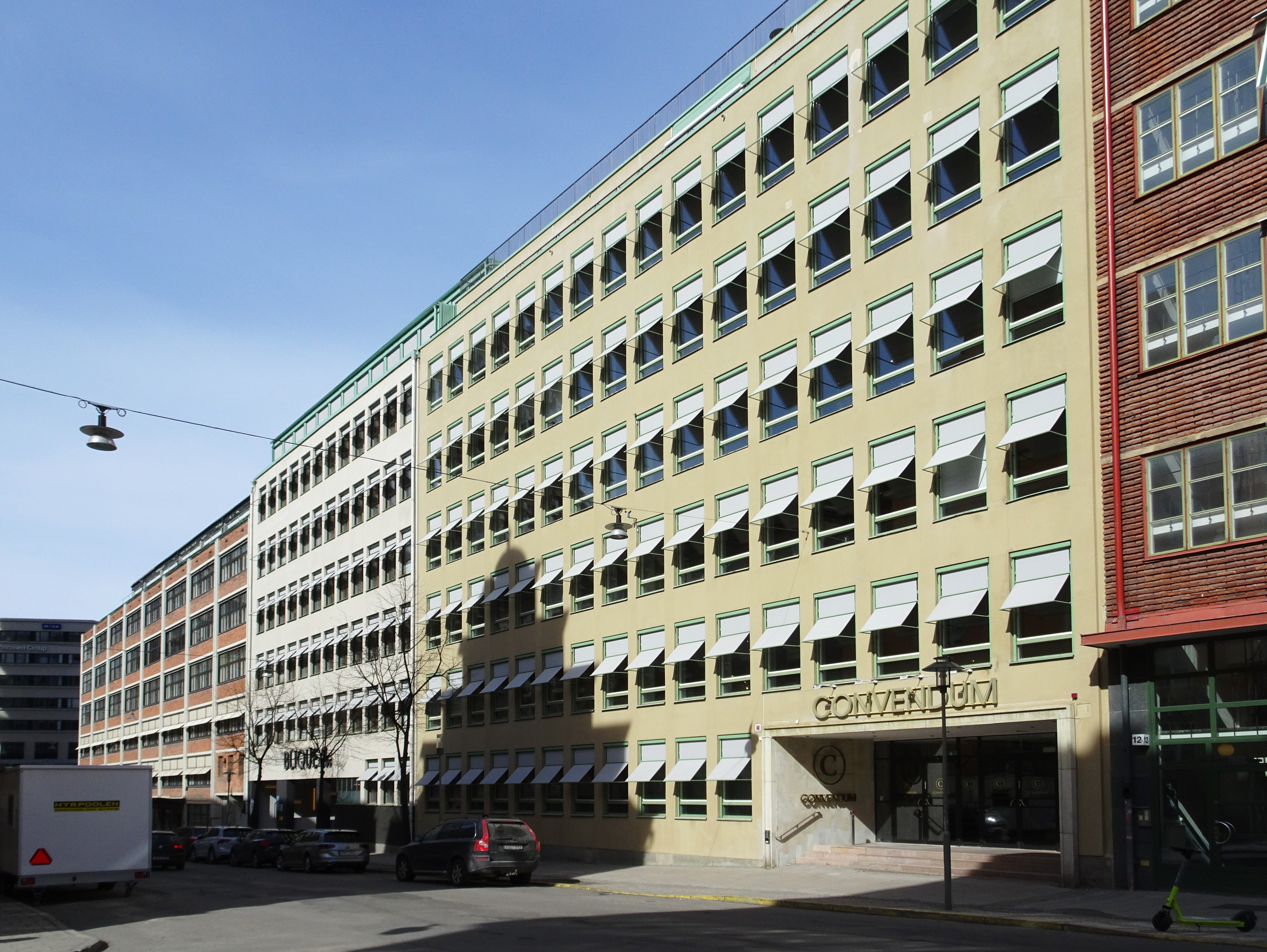
Svenska Philips-huset.
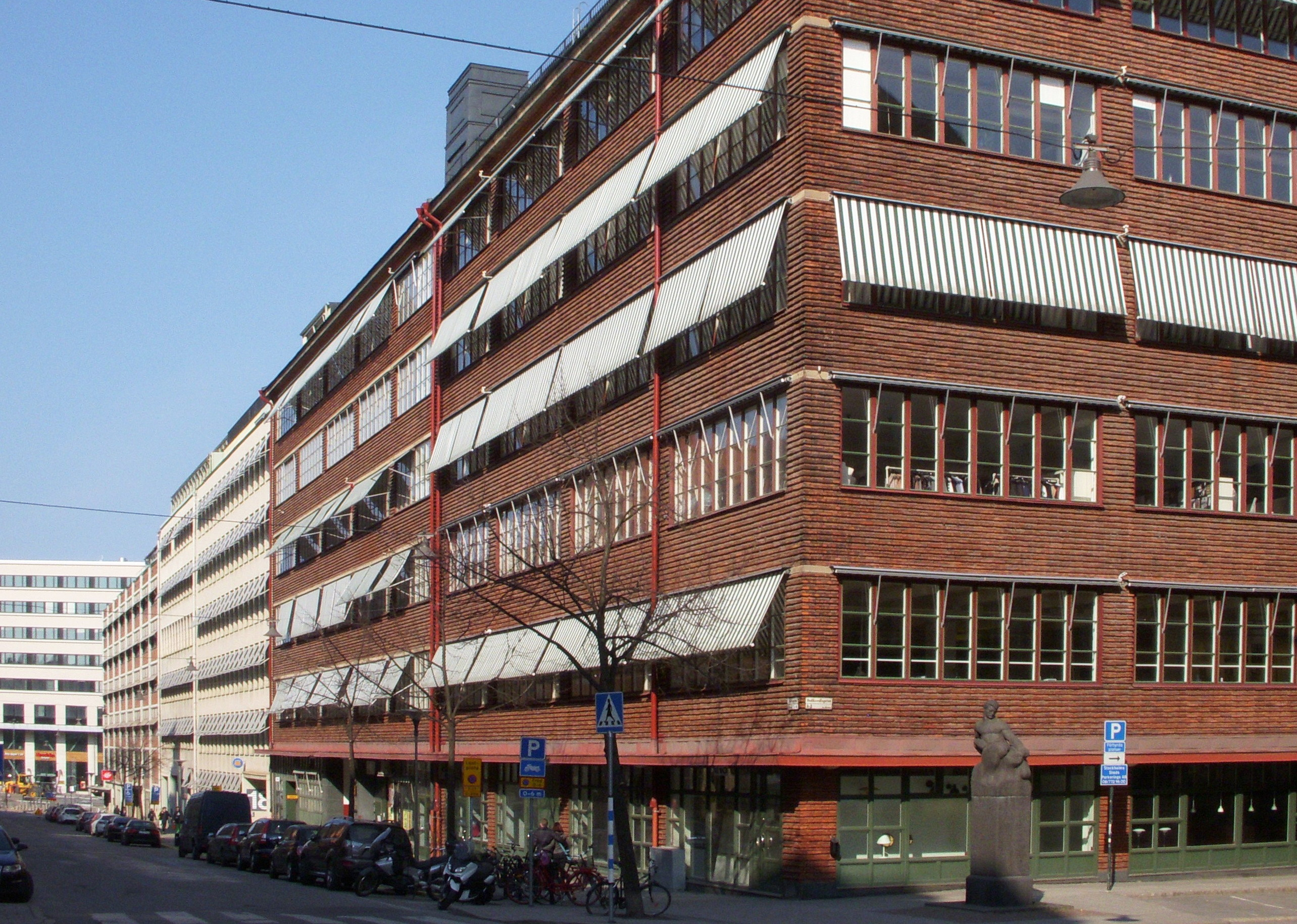
Industricentralen.
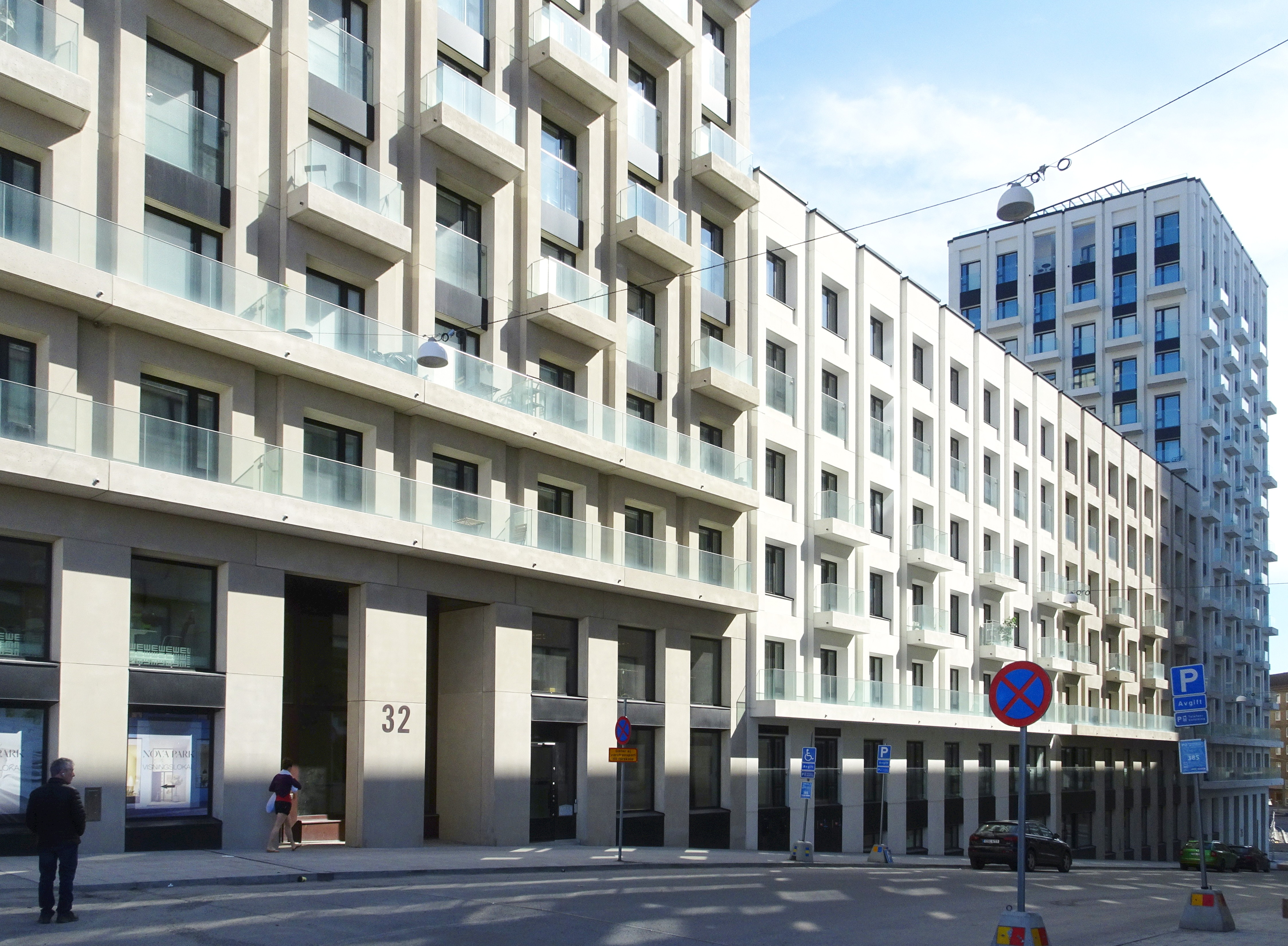
Haga Nova.
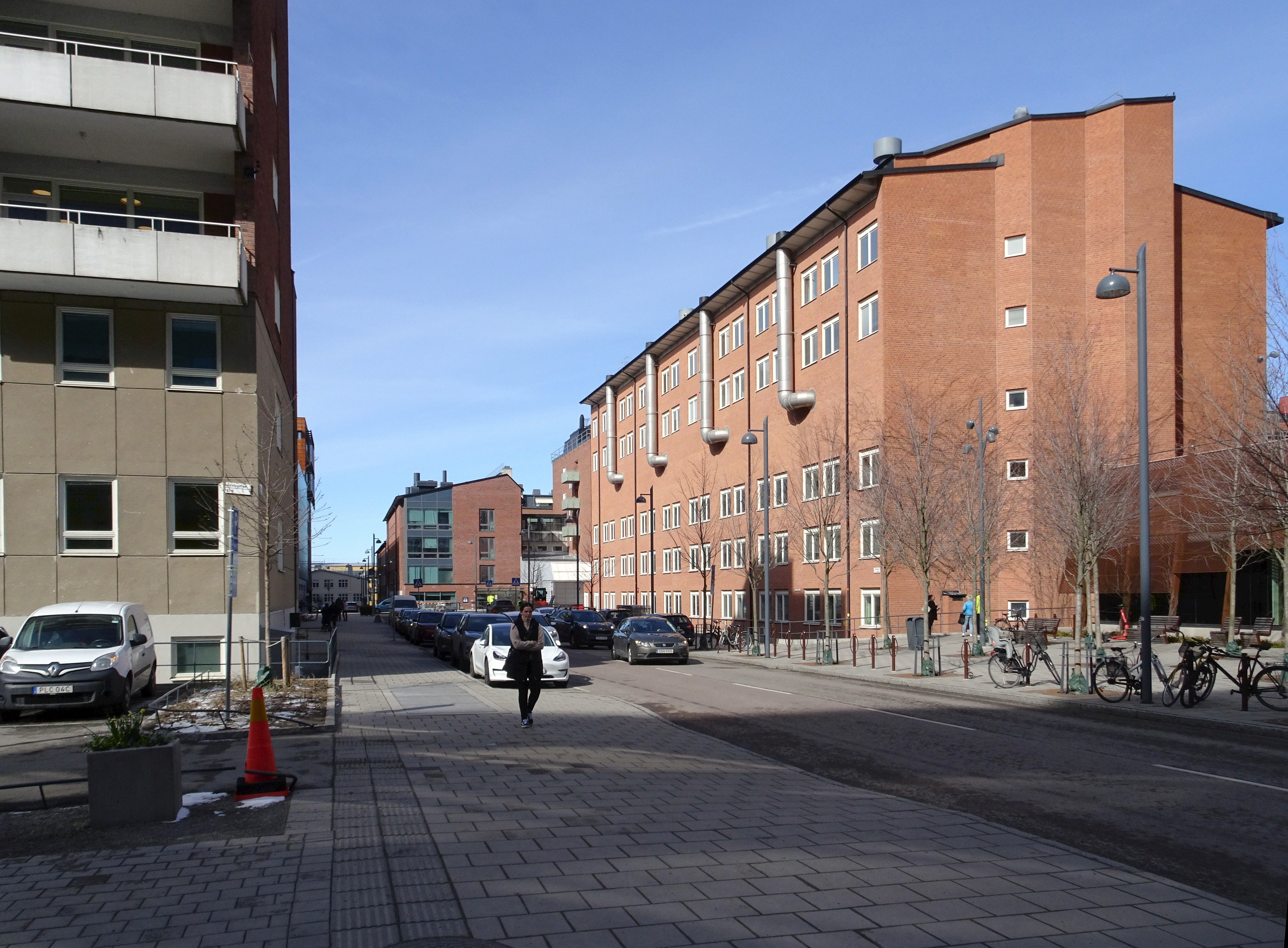
Gävlegatan på Solnasidan.